# Mycterus scaber
Mycterus scaber är en skalbaggsart som beskrevs av Samuel Stehman Haldeman 1843. Mycterus scaber ingår i släktet Mycterus och familjen Mycteridae. Inga underarter finns listade i Catalogue of Life.